# Ceylon (Saskatchewan)
Ceylon es un pueblo canadiense situado en la provincia de Saskatchewan.

## Superficie
Ceylon tiene una superficie de 0,76 km².

## Demografía
En 2021, tenía 97 habitantes, una densidad poblacional de 127,2 hab./km², y 57 viviendas.